# Viață bună (Maxi-single)
Viață bună este cel de-al doilea maxi-single al trupei La Familia după Zi de zi, fiind lansate în același an, ambele promovând cel de-al cincelea-lea LP (album de studio) al trupei intitulat Punct și de la capăt, maxi-single-ul a fost lansat pe data de 20 august 2003 prin Cat Music / Media Services. De asemenea s-a filmat și un videoclip la piesa ce dă numele maxi-single-ului în colaborare cu Don Baxter. Maxi-single-ul conține piesa în 6 variante: cenzurată, originală, 2 remixuri diferite realizate de Cheloo și UNU’, instrumentalul și acapella, bonus videoclipul piesei originale inclus numai pe varianta CD. Acest maxi-single este ultimul material discografic din toată istoria trupei lansat sub numele de La Familia și prin Cat Music / Media Services, restul materialelor fiind lansate sub numele de Sișu & Puya.

## Tracklist[3]
| Nr. | Titlu                                                 | Autor(i)                      | Text                       | Lungime |  |
| 1.  | „Viață bună” (cu Don Baxter) (Radio Edit)             | T.L. Croom, Sebastian Zsemlye | Puya și Sișu               | 3:34    |  |
| 2.  | „Viață bună” (cu Don Baxter) (Album version)          | T.L. Croom, Sebastian Zsemlye | Puya și Sișu               | 3:34    |  |
| 3.  | „Viață bună” (cu Don Baxter) (Cheloo subvision remix) | Cheloo                        | 20CM Records, Puya și Sișu | 3:59    |  |
| 4.  | „Viață bună” (cu Don Baxter) (UNU’ in the mix)        | Bogdan Popoiag                | Puya, Sișu și RUF          | 3:50    |  |
| 5.  | „Viață bună” (cu Don Baxter) (Instrumental)           | T.L. Croom, Sebastian Zsemlye | Puya și Sișu               | 3:34    |  |
| 6.  | „Viață bună” (cu Don Baxter) (Acapella)               |                               | Puya și Sișu               | 3:20    |  |

| Bonus track CD: |                                          |                               |                 |         |  |
| Nr.             | Titlu                                    | Autor(i)                      | Text            | Lungime |  |
| 7.              | „Viață bună” (cu Don Baxter) (Videoclip) | T.L. Croom, Sebastian Zsemlye | Puya și Sișu    | 3:39    |  |
| Lungime totală: | Lungime totală:                          | Lungime totală:               | Lungime totală: | 21:30   |  |